# Hefu (köpinghuvudort i Kina, Hunan Sheng, lat 29,04, long 111,60)
Hefu är en köpinghuvudort i Kina. Den ligger i provinsen Hunan, i den södra delen av landet, omkring 160 kilometer nordväst om provinshuvudstaden Changsha. Antalet invånare är 17 139. Befolkningen består av 8 621 kvinnor och 8 518 män. Barn under 15 år utgör 10,0 %, vuxna 15-64 år 77 %, och äldre över 65 år 11,0 %.
Runt Hefu är det tätbefolkat, med 511 invånare per kvadratkilometer. Närmaste större samhälle är Changde, 7,9 km öster om Hefu. Trakten runt Hefu består till största delen av jordbruksmark.
Genomsnittlig årsnederbörd är 1 808 millimeter. Den regnigaste månaden är maj, med i genomsnitt 302 mm nederbörd, och den torraste är december, med 45 mm nederbörd.